# Höllgrabenweg

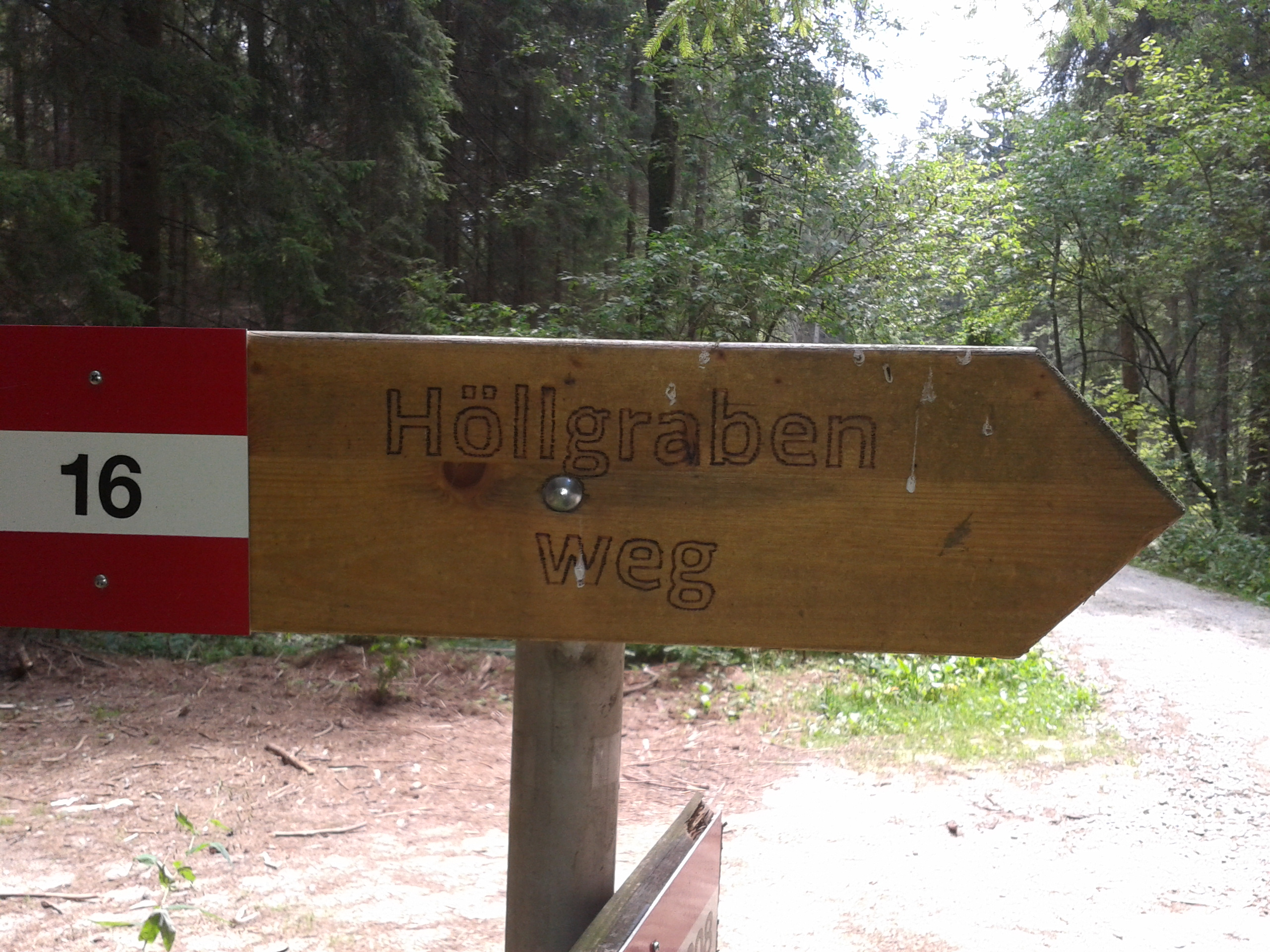
Der Höllgrabenweg

Der Höllgrabenweg ist ein zehn Kilometer langer markierter Wanderweg südlich der Stadtgemeinde Litschau im Waldviertel im österreichischen Bundesland Niederösterreich. Historische Bedeutung hat der Höllgraben durch Räuberhauptmann Grasl, der 1810 hinter dem Graslstein, einem riesigen Granitblock (auch Höllstein genannt), in einer Höhle gehaust haben soll.

## Wegverlauf

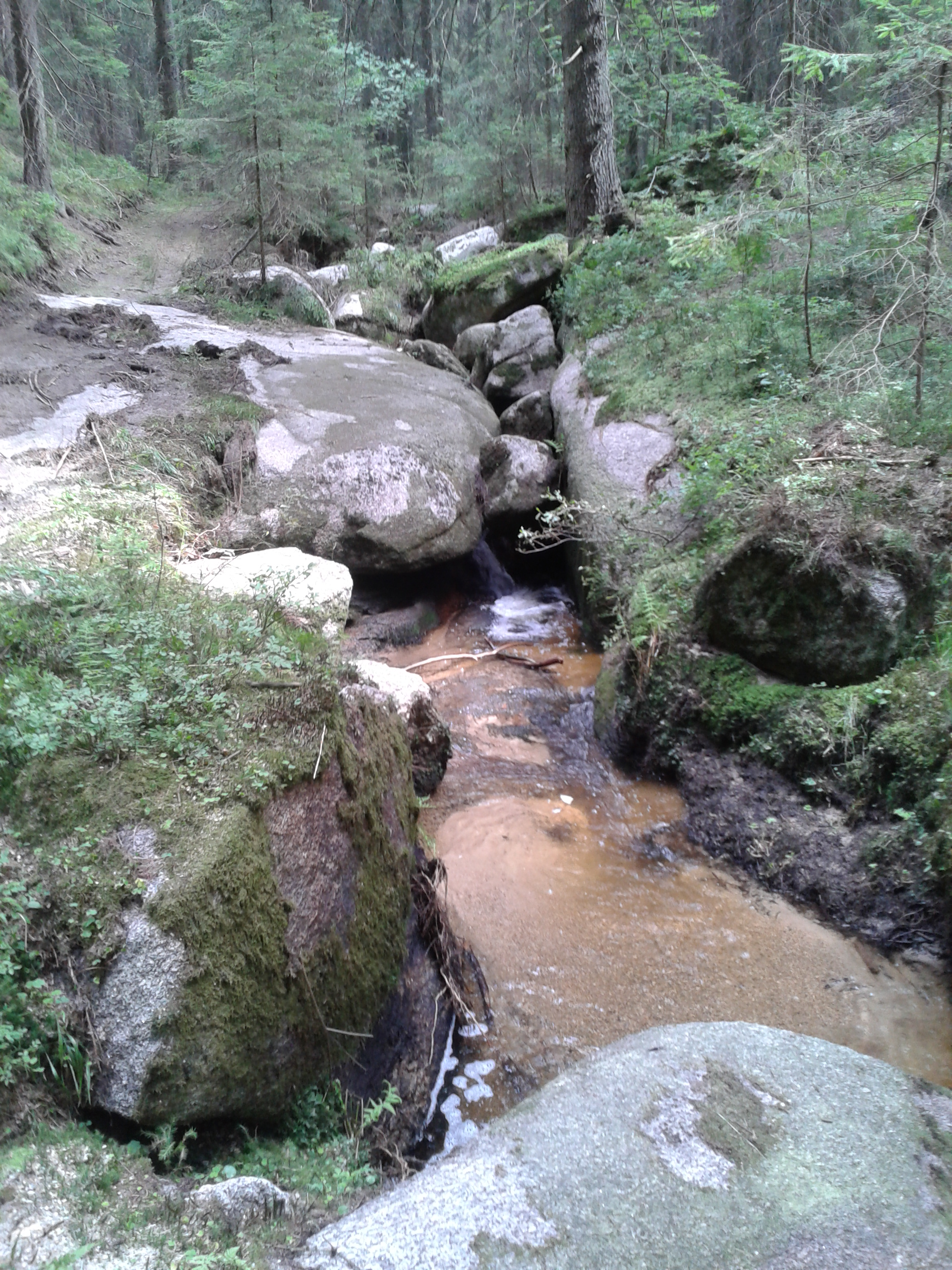
Der Höllgraben in Schönau, Naturdenkmal und Teilstück eines Wanderweges

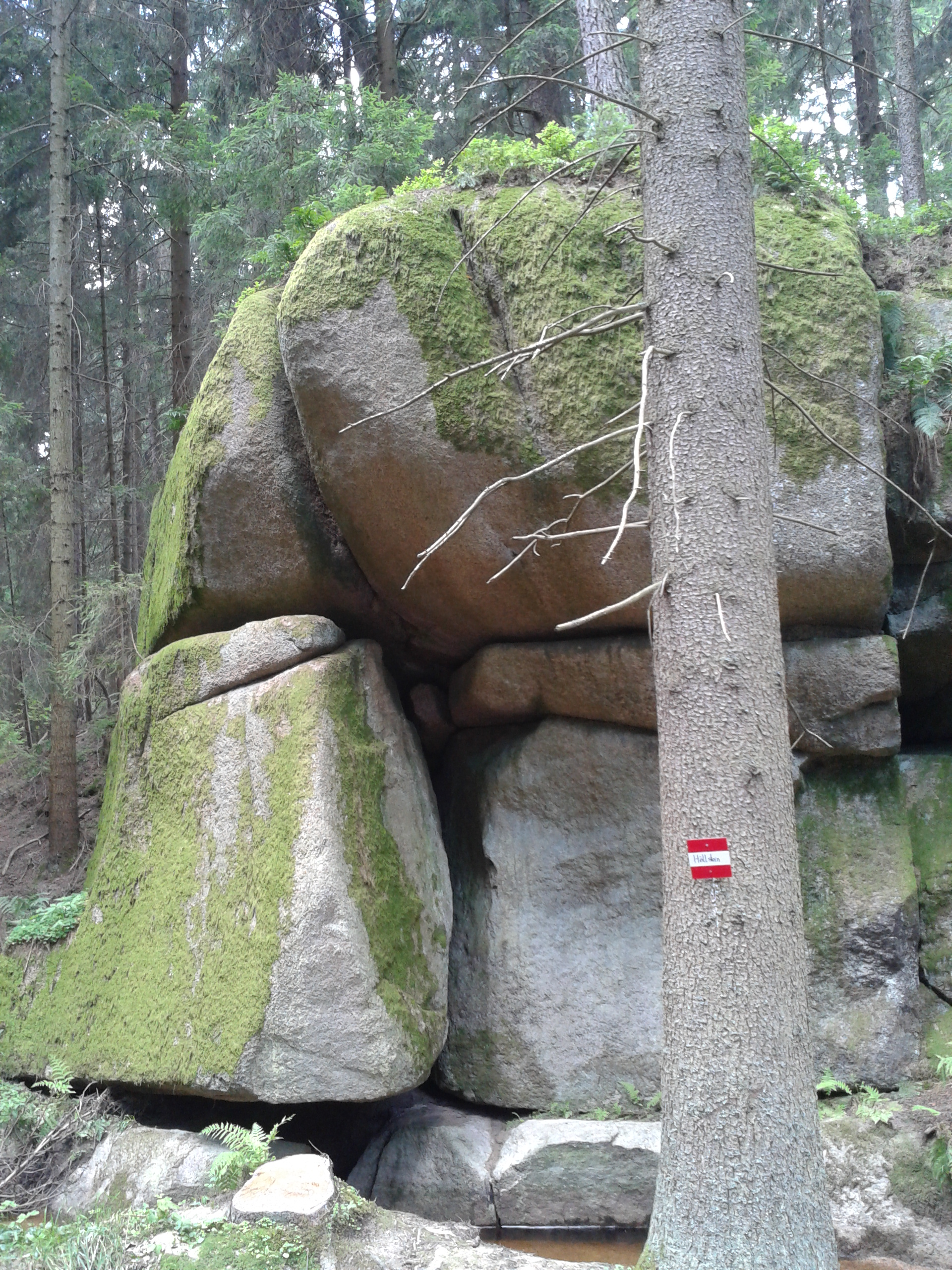
Der Höllstein in Schönau

Der Höllgrabenweg mit der Markierung Nr. 16 ist ein Rundweg und führt durch abwechslungsreiche Landschaft. Er ist auch eine Teilstrecke des 7-Dörfer-Rundweges (Markierung Nr. 20) und des Litschauer Marathonweges (Markierung Nr. 20 a). Der Ausgangspunkt ist an der Panoramatafel am Litschauer Herrensee. Der Wanderweg führt entlang der alten Stadtmauer über den oberen Stadtplatz zum Lagerhaus und Bahngelände von Litschau. Nach dem Föhrenteich und dem Föhrenbach gelangt man zu dem wildromantischen und naturbelassenen Höllgraben. Nach dem Graslstein führt der Wanderweg weiter zu drei Hügelgräbern mit je 10 m Durchmesser und 1 m Höhe. Bei diesen Hügelgräbern aus der Zeit um etwa 400 v. Chr. handelt es sich um Brandgräber der Kelten. Schließlich geht es über Schmalspurgleise und den Reißbach über das Dorf Schönau weiter zum Schönauer Teich und nach erneuter Überquerung des Reißbachs zurück zum Ausgangspunkt am Herrensee.

## Wandernadeln
Das Erwandern des Höllgrabenweges wird gemäß Wanderbuch für den Erwerb von Wandernadeln in Bronze, Silber oder Gold, die beim Tourismusbüro Litschau der Stadtgemeinde Litschau erhältlich sind, angerechnet.

## Weblink
- Wanderwege in und um Litschau u. a. mit Karten, Längenangaben und Schwierigkeitsgrad